# Perales del Alfambra
Perales del Alfambra ist ein Ort und eine Gemeinde (municipio) mit 271 Einwohnern (Stand: 2024) im Zentrum der Provinz Teruel in der Autonomen Region Aragonien im östlichen Zentralspanien. Zur Gemeinde gehört die Ortschaft Villalba Alta.

## Lage und Klima
Perales del Alfambra liegt im Süden des Iberischen Gebirges etwa 30 Kilometer (Fahrtstrecke) nordnordöstlich der Stadt Teruel in einer Höhe von ca. 1140 m. Das Klima ist gemäßigt bis warm; Regen (ca. 486 mm/Jahr) fällt übers Jahr verteilt.

## Bevölkerungsentwicklung
| Jahr      | 1970 | 1981 | 1991 | 2001 | 2011 | 2021 |
| Einwohner | 384  | 542  | 297  | 293  | 268  | 250  |

Die Mechanisierung der Landwirtschaft sowie die Aufgabe bäuerlicher Kleinbetriebe und der daraus resultierende Verlust an Arbeitsplätzen haben in der zweiten Hälfte des 20. Jahrhunderts zu einem deutlichen Bevölkerungsrückgang (Landflucht) geführt.

## Sehenswürdigkeiten
- Kirche Mariä Himmelfahrt (Iglesia de la Asunción)
- Barbarakapelle
- Rathaus

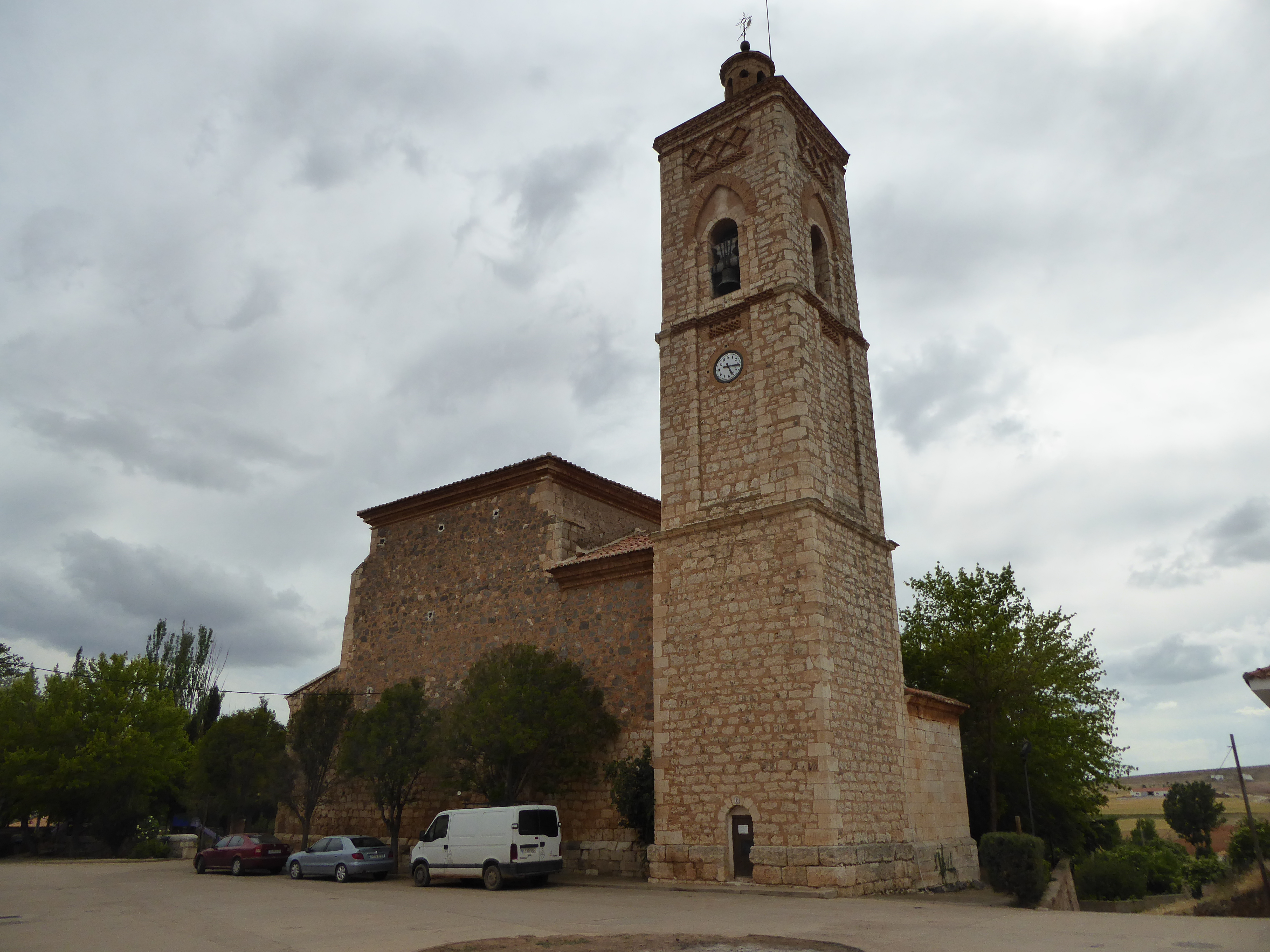
Kirche Mariä Himmelfahrt
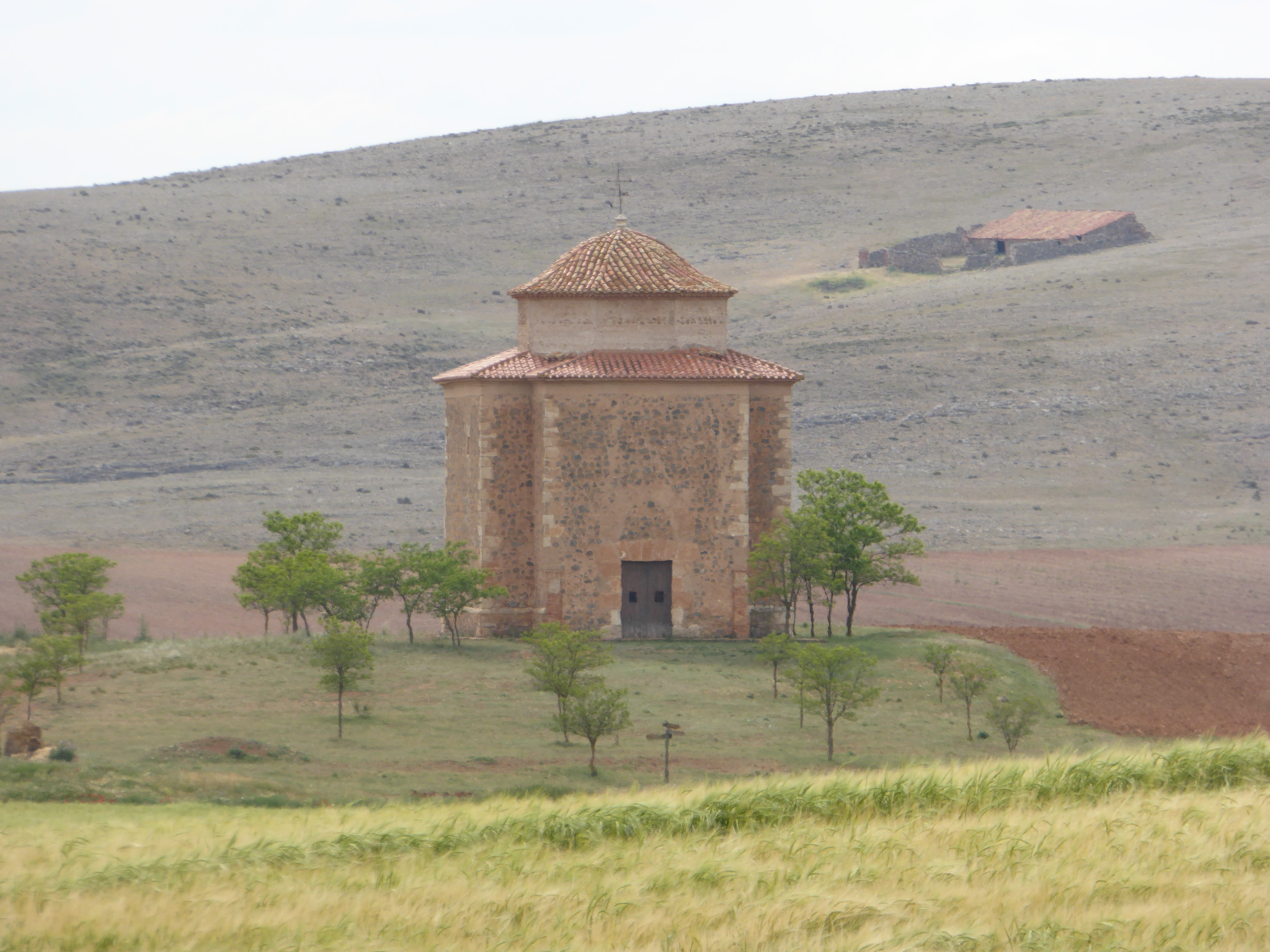
Barbarakapelle
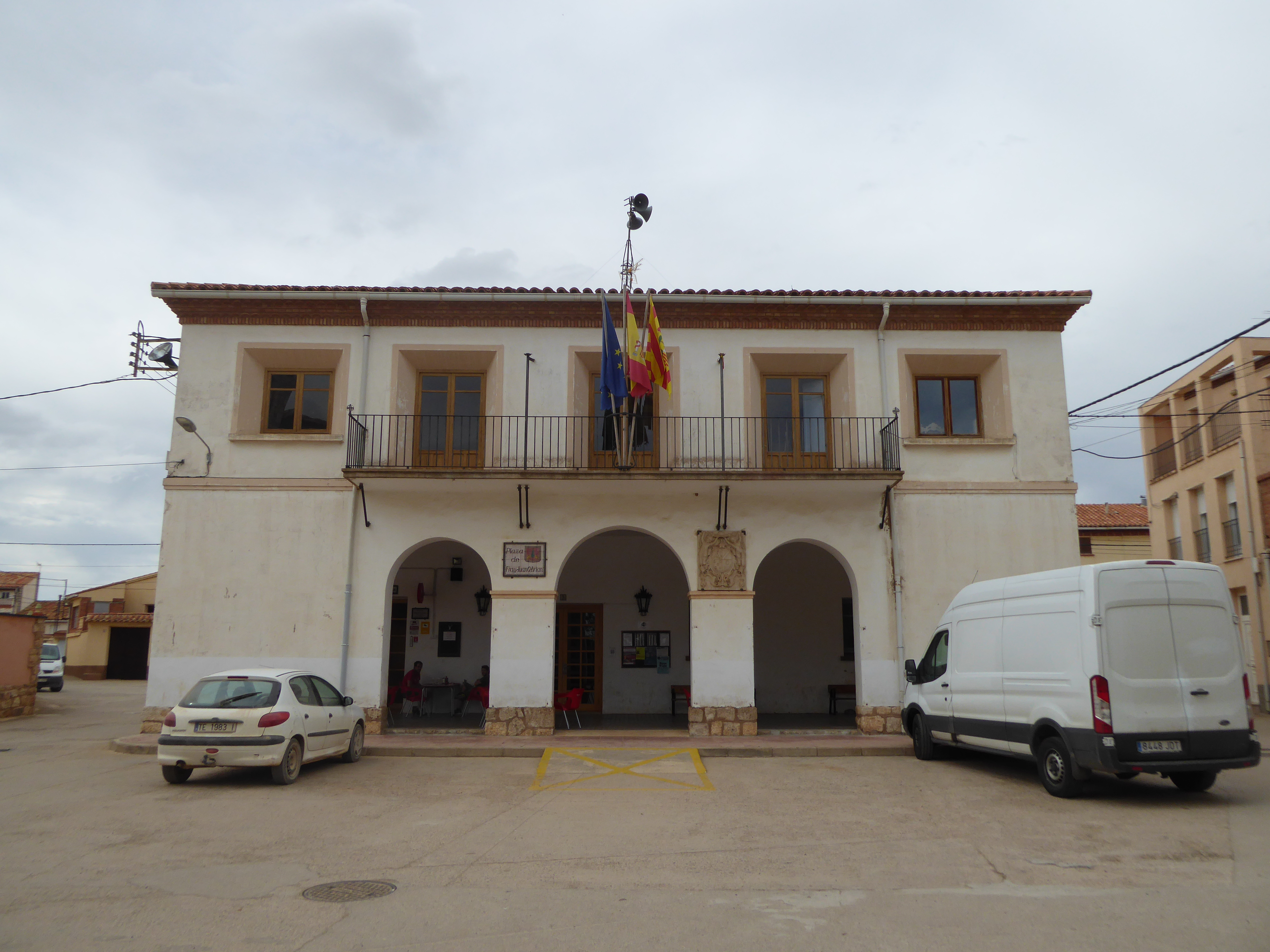
Rathaus